# ウィル・ギア
ウィル・ギア（Will Geer, 本名：William Aughe Ghere、1902年3月9日 - 1978年4月22日）は、アメリカ合衆国の俳優。インディアナ州フランクフォート出身。

## 人物
1928年、ブロードウェイで俳優デビュー。1930年代から映画出演も始め、特に1940年代後半から1950年代初頭にかけてはおもに西部劇に出演した。
しかし、マッカーシズムが吹き荒れた当時にはアメリカ共産党の党員であったことからブラックリストに載せられ、ハリウッドを追われた。
1966年、映画『セコンド/アーサー・ハミルトンからトニー・ウィルソンへの転身』で復帰した（この映画では、同時期にハリウッドを追われたジョン・ランドルフやジェフ・コーリーも復帰している）。
復帰後はテレビドラマにも多く出演し、1972年から1978年までレギュラー出演した『わが家は11人』では、1975年に第27回プライムタイム・エミー賞助演男優賞（ドラマ部門）を受賞した。
1978年4月22日、76歳で死去。

## 主な出演作品

### 映画
- 百米恋愛自由型 Misleading Lady (1932)
- 野いばら Spitfire (1934)
- 幻しの合唱 Mystery of Edwin Drood (1935)
- 大平原 Union Pacific (1939)
- 海の呼ぶ声 Deep Water (1948)
- 秘境 Lust for Gold (1949)
- スピード王 To Please a Lady (1950)
- 折れた矢 Broken Arrow (1950)
- ウィンチェスター銃'73 Winchester '73 (1950)
- テキサスから来た男 The Kid from Texas (1950)
- コマンチ族の怒り Comanche Territory (1950)
- 輝かしき勝利 Bright victory (1951)
- 地の塩 Salt of the Earth (1954)
- 捜索者 The Searchers (1956)
- 野望の系列 Advise & Consent (1962)
- セコンド/アーサー・ハミルトンからトニー・ウィルソンへの転身 Seconds (1966)
- シークレット!シークレット! The President's Analyst (1967)
- 冷血 In Cold Blood (1967)
- バンドレロ Bandolero! (1968)
- 華麗なる週末 The Reivers (1969)
- 美しき愛のかけら Pieces of Dreams (1970)
- 大いなる勇者 Jeremiah Johnson (1972) - ベア・クロウ
- ジョディ・フォスターのライオン物語 Napoleon and Samantha (1972)
- ダラスの熱い日 Executive Action (1973) - ファーガスン
- 霧の中の殺人者 The Manchu Eagle Murder Caper Mystery (1975)
- 青い鳥 The Blue Bird (1976) - 祖父

### テレビ映画
- アメリカを震撼させた夜 The Night That Panicked America (1975)  - デイヴィス牧師[7]

### テレビドラマ
- わが家は11人 The Waltons (1972-1978)  - ゼブロン・ウォルトン
- 刑事コロンボ Clumbo 15話「溶ける糸」A STITCH IN CRIME (1973)  - 被害者（未遂）ハイデマン博士